# Klaus Wege
Klaus Gustav Walter Wege (* 1. Mai 1931 in Zwickau; † 29. Mai 2019 in München) war ein deutscher Meteorologe.

## Leben
Klaus Wege, Sohn eines Goldschmiedemeisters, war nach dem Abitur zunächst als Neulehrer im Landkreis Dresden tätig; ab 1951 studierte er am Meteorologischen Institut der Freien Universität Berlin bei Richard Scherhag. Dort wurde Wege 1957 mit der Schrift Druck-, Temperatur- und Strömungsverhältnisse in der Stratosphäre über der Nordhalbkugel zum Dr. rer. nat. promoviert. 1959 trat er in den Deutschen Wetterdienst (DWD) ein, wo er zur Arbeitsgruppe Numerische Wettervorhersage gehörte. Von 1970 bis 1975 leitete Wege das Rechenzentrum des DWD in Offenbach. 1975 wurde er zum Koordinator der Abteilung Forschung und Entwicklung, 1986 zum Leiter des Meteorologischen Observatoriums Hohenpeißenberg berufen. 1993 ging Klaus Wege in den Ruhestand. Wege zeichnete zum 50-jährigen Bestehen des DWD 2002 die Entwicklung der Geschichte der meteorologischen Dienste in Deutschland nach. Er veröffentlichte zahlreicher Publikationen zum Ozontrend.
Klaus Wege war mit der Meteorologin und ersten Wettermoderatorin im deutschen Fernsehen Karla Wege-Schneider verheiratet, die im Februar 2021 90-jährig an den Folgen von COVID-19 starb. Die Grabstätte der Eheleute befindet sich auf dem Münchner Waldfriedhof, Neuer Teil.